# サウンズ・オブ・サマー ザ・ヴェリー・ベスト・オブ・ビーチ・ボーイズ
| 専門評論家によるレビュー | 専門評論家によるレビュー |
| レビュー・スコア         | レビュー・スコア         |
| 出典                     | 評価                     |
| ------------------------ | ------------------------ |
| Allmusic                 | [ 1 ]                    |

サウンズ・オブ・サマー ザ・ヴェリー・ベスト・オブ・ビーチ・ボーイズ (Sounds of Summer: The Very Best of The Beach Boys) は、2003年6月8日にリリースされたビーチ・ボーイズのコンピレーション・アルバムである。

## 概要
シングルチャートでTOP40にランクされたタイトルを30曲収録されている。Billboard 200で16位にランクした。DVDを収録したエディションもあり、こちらのタイトルは「サイツ・アンド・サウンズ・オブ・サマー(Sights and Sounds of Summer: The Very Best of The Beach Boys)」である。

## 収録曲
1. カリフォルニア・ガールズ
2. アイ・ゲット・アラウンド
3. サーフィン・サファリ
4. サーフィン・U.S.A.
5. ファン・ファン・ファン
6. サーファー・ガール
7. ドント・ウォーリー・ベイビー
8. リトル・デュース・クーペ
9. シャット・ダウン
10. ヘルプ・ミー・ロンダ
11. ビー・トゥルー・トゥ・ユア・スクール
12. ホウェン・アイ・グロウ・アップ
13. イン・マイ・ルーム
14. 神のみぞ知る
15. スループ・ジョン・B
16. 素敵じゃないか
17. ゲッチャ・バック
18. カム・ゴー・ウィズ・ミー
19. ロック・アンド・ロール・ミュージック
20. ダンス・ダンス・ダンス
21. バーバラ・アン
22. ドゥ・ユー・ウォナ・ダンス
23. 英雄と悪漢
24. グッド・タイミン
25. ココモ
26. 恋のリバイバル
27. ワイルド・ハニー
28. ダーリン
29. アイ・キャン・ヒア・ミュージック
30. グッド・ヴァイブレーション

## サイツ・アンド・サウンズ・オブ・サマー
DVDを収録した2ディスクのエディション。Disc 1はCDで、収録曲は通常版「サウンズ・オブ・サマー」と同じ。DVDはDisc 2となっている。

### Disc 2 収録曲
1. サーフィン・U.S.A.（ライブ、1964年ザ・タミー・ショーより）
2. アイ・ゲット・アラウンド（ライブ、同上）
3. サーファー・ガール（ライブ、同上）
4. ダンス・ダンス・ダンス（ライブ、同上）
5. リトル・デュース・クーペ（ライブ、同上）
6. スループ・ジョン・B（PV）
7. ペット・サウンズ（PV）
8. 神のみぞ知る（ライブ、1968年）
9. グッド・ヴァイブレーション（ライブ、1968年エド・サリヴァン・ショーより）
10. 恋のリバイバル（ライブ、同上）